# Kaple svatého Maxmiliána (Svatý Jan pod Skalou)
Kaple svatého Maxmiliána stojí ve Svatém Janu pod Skalou od roku 1849. Byla postavena jako rodinná hrobka rodiny Bergerů v neogotickém stylu. Součástí kaple je i hřbitov a krypta.

## Kaple
Kaple byla postavena stavitelem Bernardem Gruebrem z Mnichova. Bernard Grueber byl v letech 1844-1874 profesorem architektury na Německé polytechnice v Praze a kromě kaple sv. Maxmiliána postavil několik významných staveb v Praze. Kamenickou práci na kapli povedl pražský kameník Jedlička. Kaple byla před rokem 1988 zapsána do seznamu chráněných památek.
Kapli nechal postavit Maxmilián Berger, proto byla zasvěcena svatému Maxmiliánovi. Kaple je postavena v neogotickém stylu, stejně jako její kamenná výzdoba. Před vchodem do kaple se nachází portikus v gotickém stylu, na jehož vrcholku stojí kříž. Horní, bohatěji zdobená část kaple sloužila k náboženským účelům, spodní část jako krypta. V čele krypty je jednoduchý oltář s křížem, po stranách jsou uloženy rakve se zesnulými. Nad jejím vchodem stojí anděl držící v rukách stuhu s latinským nápisem: "Venit hora et nunc est quando mortui audient vocem Filii Dei", což česky znamená „Přijde hodina a nyní je, kdy mrtví uslyší hlas syna Božího.“ V kapli jsou mozaikovitá barevná okna (vitráže) v gotickém stylu. Před vchodem do kaple stojí socha anděla spolu s náhrobkem Karla Bergera. Jako jediný z rodiny Bergerů nebyl uložen do krypty, protože spáchal sebevraždu.
V současnosti kaple patří obci. Pořádají se v ní různé kulturní akce či výstavy.

## Rodina Bergerů
JUDr. Maxmilián Berger byl tehdejším majitelem statků Svatého Jana pod Skalou u Berouna, Štěpánova u Chotěboře, Dobříče u Smíchova, Vysokého Újezda a Ptáků. Roku 1848 byl zvolen do říšského sněmu ve Vídni a byl místopředsedou spolku pro výstavbu Národního divadla. Jeho manželka, hraběnka Walburga z Lacknerů, byla zakladatelka první školy ve Svatém Janu pod Skalou a do krypty byla uložena jako první. Dále byl do hrobky uložen sám Maxmilian Berger, jeho druhá manželka Kateřina Bergerová a nakonec jejich dva synové Štepán Emanuel Berger, který byl významným českých archeologem a Vilém.

## Rekonstrukce
Roku 1967 povalila vichřice na již částečně zchátralou kapli stromy, které kapli poničily. Rekonstrukce kaple byla dlouhodobá, začala v 80. letech 20. století a trvala několik desítek let, nicméně některé kamenné prvky se obnovit již nepodařilo.
Až v roce 2010 bylo dokončeno levé křídlo kaple, konkrétně přístupové schodiště, které bylo ve velmi špatném stavu. Oprava pouze levého schodiště stála obec přes milion korun. Provedl ji kameník a odborný restaurátor Jaroslav Pacovský a oprava byla rozdělena na čtyři etapy. Před plánovanou opravou byla obcí uspořádána veřejná sbírka financí. Krom té opravu podpořil Středočeský kraj, Svatojánská společnost a Nadace českých památek.
Stále probíhají drobné úpravy exteriéru i interiéru a obec shromažďuje finance na celkové dokončení rekonstrukce.

## Hřbitov
Na pozemku společně s kaplí stojí svatojánský hřbitov. Prvním pochovaným zde byl kromě rodiny Bergerů František Havlíček Včelakovský, katolický kněz, který zemřel roku 1877.
Na kapli je posazena pamětní deska v upomínku padlým vojínům v první světové válce. Na hřbitově se také nachází pomník konce druhé světové války.
Hřbitov je oblíbený i u filmařů, natáčely se zde například seriály První republika či Svatby v Benátkách.